# Distretto di Sidi Aïssa
Il distretto di Sidi Aïssa è un distretto della Provincia di M'Sila, in Algeria.

## Comuni
Il distretto di Sidi Aissa comprende 3 comuni:
- Sidi Aïssa
- Bouti Sayah
- Beni Ilmane